# 五郎駅
五郎駅（ごろうえき）は、愛媛県大洲市五郎にある四国旅客鉄道（JR四国）予讃線（愛ある伊予灘線）の駅である。駅番号はS17。かつては内子線の分岐駅だった。

## 歴史
この駅を開業させたのは愛媛鉄道である。1918年（大正7年）の2月14日に愛媛鉄道が長浜町駅（現在の伊予長浜駅）から大洲駅（現在の伊予大洲駅）までを開通させたのに伴い愛媛鉄道の途中駅、五郎駅（ごろうえき）としてこの駅は開業した。
愛媛鉄道は1933年（昭和8年）の10月1日に国有化となり愛媛線とされる。軌間は愛媛鉄道時代から762mmのままだったが、1935年（昭和10年）10月、下灘駅から伊予長浜駅までの路線の開通にあわせて1067mmに改められた。このとき高松駅から下灘駅まですでにのびていた予讃本線が愛媛線を含めて伊予大洲駅までがつながったため、高松駅から伊予大洲駅までが予讃本線とされ、当駅も予讃本線の駅となった。この日には、それまで愛媛線の一支線だった若宮信号場（伊予大洲・五郎間）から内子駅までの路線も同じく改軌となり内子線と改称、さらに五郎駅分岐とされたため当駅は予讃線と内子線の乗換駅ともなった。
1986年（昭和61年）の3月には向井原駅から内子駅まで及び新谷駅から伊予大洲駅の新線が開通し内子線が短絡ルートに組み込まれた。このため内子線の当駅から新谷駅までが廃止となり、この駅は乗換駅ではなくなった。
この駅はその後1987年（昭和62年）4月には国鉄の分割民営化により四国旅客鉄道の駅となって現在に至る。予讃本線は1988年（昭和63年）6月に予讃線と改称された。

### 年表
- 1918年（大正7年）2月14日：愛媛鉄道の五郎駅（ごろうえき）として開業する[3]。
- 1933年（昭和8年）10月1日：愛媛鉄道が国有化により国鉄愛媛線となる[3]。
- 1935年（昭和10年）10月6日：下灘駅から当駅までが開通、また愛媛線全線も改軌となる。このとき高松駅から伊予大洲駅までが予讃本線とされる。また内子線が当駅分岐となった。
- 1970年（昭和45年）6月1日：貨物取扱廃止[3]。
- 1984年（昭和59年）2月1日：荷物扱い廃止[3]。
- 1986年（昭和61年）3月3日：向井原駅から内子駅までと新谷駅から伊予大洲駅までが開通する。これに伴い内子線の当駅から新谷駅までが廃止となり当駅は乗換駅ではなくなる。同時に駅員無配置駅となる[4]（簡易委託化[5]）。
- 1987年（昭和62年）4月1日：国鉄分割民営化により四国旅客鉄道の駅となる[3]。
- 1988年（昭和63年）6月1日：予讃本線が予讃線に改称される。
- 2014年（平成26年）3月15日：予讃線伊予市 - 伊予長浜 - 伊予大洲間の愛称が愛ある伊予灘線となる。

## 駅構造
単式ホーム1面1線を有する地上駅。内子線が当駅に入っていた頃はこの単式ホームのほか、さらに島式ホーム1面2線を有しており、あわせて2面3線だった。今でも使われなくなった島式ホームは残っており構内は広い。

木造の駅舎があり、かつては駅員も配置されていたが、これも旧内子線の廃止後撤去された。現在はホーム上に簡便な待合所が設けられているのみである。

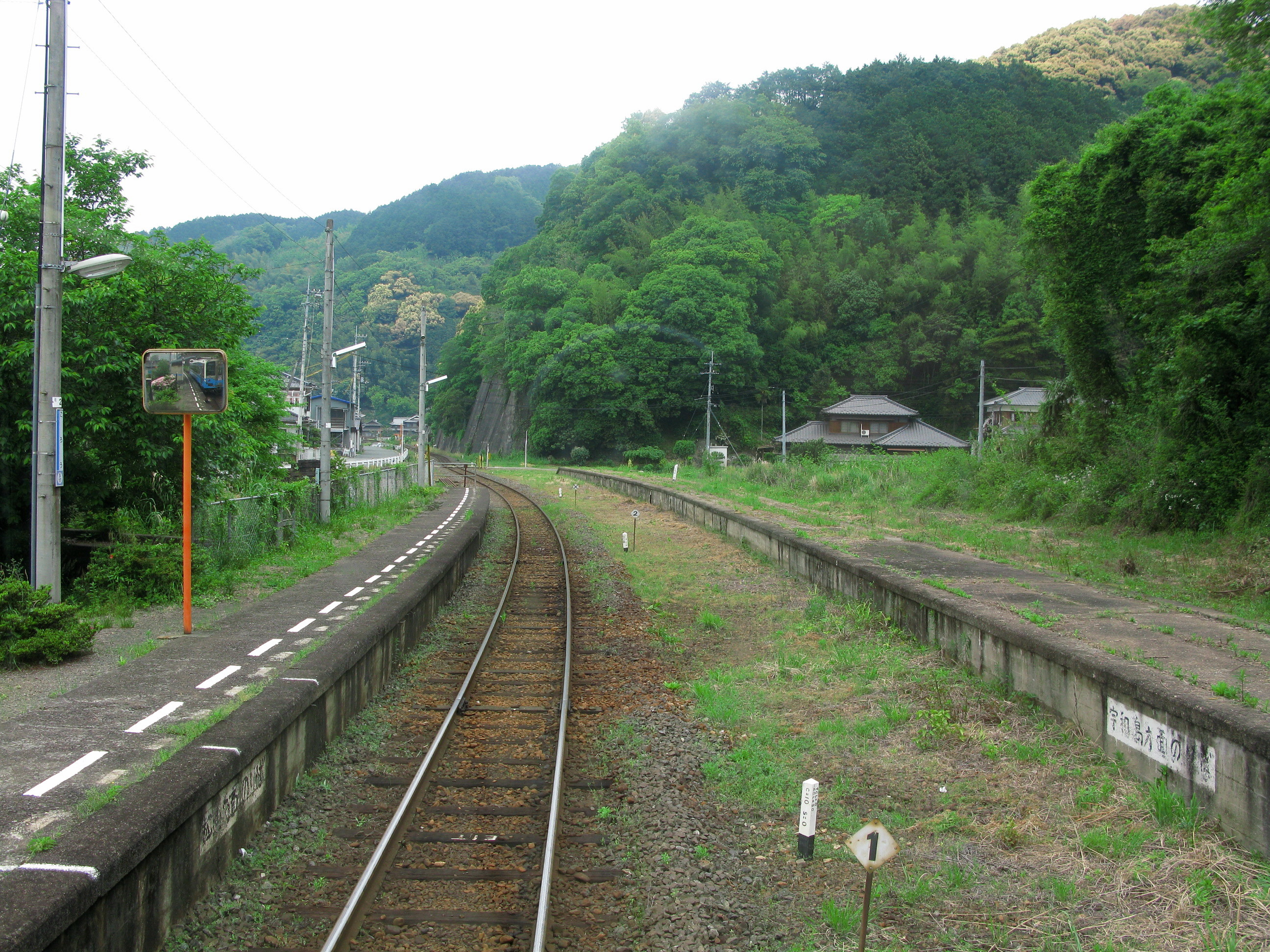
右前方は旧下り線・内子線ホームの跡（2008年5月）
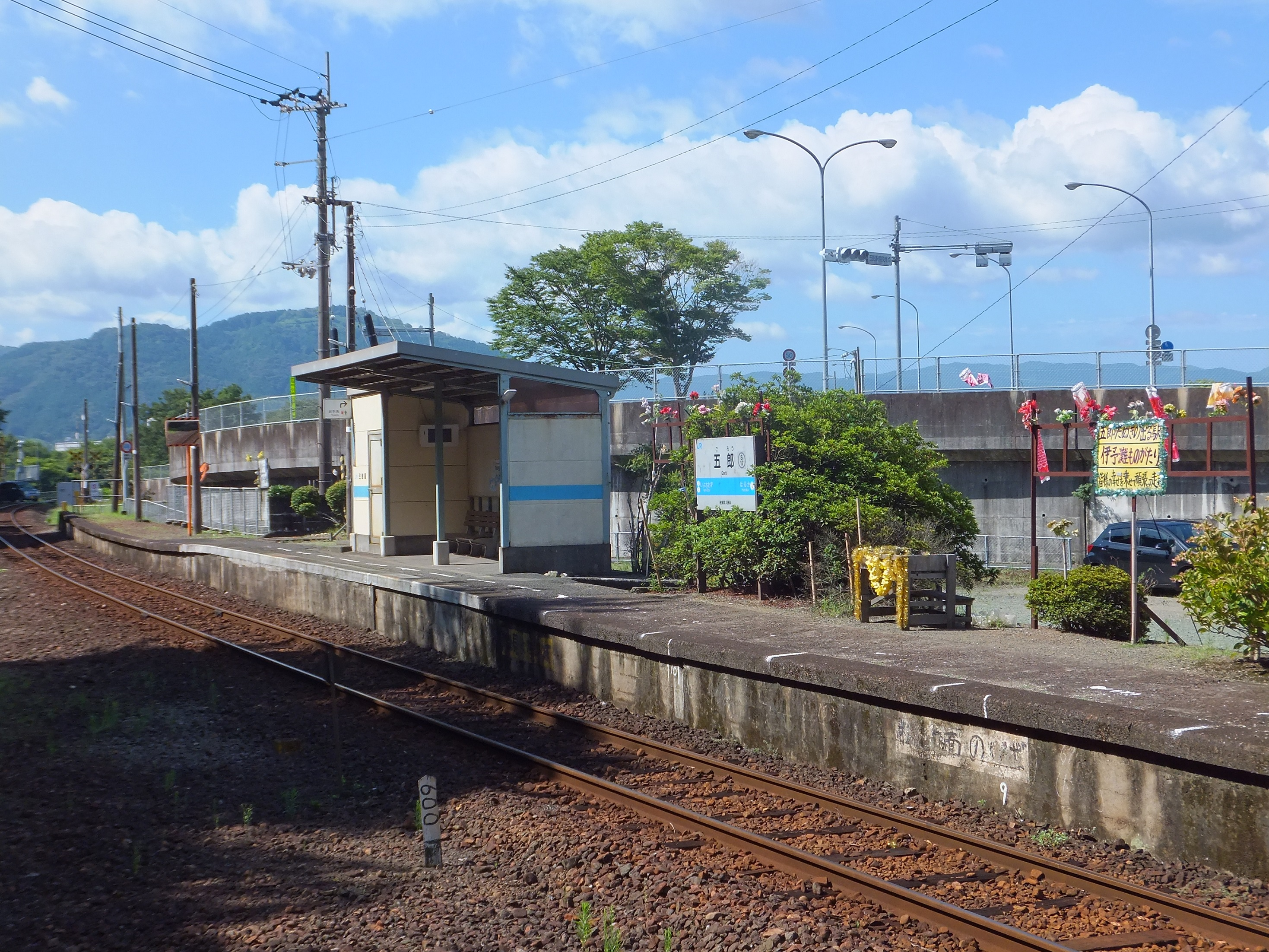
プラットホーム（2020年8月）

## 利用状況
| 1日乗降人員推移 | 1日乗降人員推移 |
| 年度            | 1日平均人数     |
| --------------- | --------------- |
| 2011年          | 38              |
| 2012年          | 42              |
| 2013年          | 54              |
| 2014年          | 62              |
| 2015年          | 48              |

## 駅周辺
駅の近くには菜の花畑があり毎年3月ごろにはこのあたりは黄色に染まることになる。あたりは田園地帯だが、駅の西南1kmほどの国道56号沿いには商店なども進出してきている。
- 肱川防災ステーション
洪水による災害を防止するための拠点として、用品の備蓄などを行う施設。併せて肱川の歴史などを展示しており、地元の人々の会議場としても使われている。
- 肱川 - 畑ノ前橋
- 松山自動車道大洲IC

## バス路線
伊予鉄南予バス
- 大洲病院前／八幡浜港方面
- 長浜駅前方面

## その他
- 野口五郎がアイドルとして人気絶頂だった1970年代。週刊誌やラジオ放送で「四国の大洲に五郎駅がある」。と紹介したのがきっかけで、昭和49年秋ごろより多くのファンがこの駅を訪れ、乗車券・入場券が飛ぶように売れた。一時は約25000枚もの数が注文された。もちろんそんな量の在庫があるはずもなく高松の国鉄四国総局に発注し、日付印字機を八幡浜駅からも2台借り入れたという。なお、当人も「私鉄沿線」という曲をヒットさせた。入場券の総販売数は1975（昭和50）年度に約15500枚、1976（同51）年度は約5700枚、1977（同52）年度は約2700枚だった[7]。ちなみに野口駅は、1984年に廃止された兵庫県の高砂線および別府鉄道にあった。
- 駅周辺は野生のタヌキが出没するため、駅長が居た時代には餌付けをして「タヌキ駅長のいる駅」として知られていた。駅の無人化後は地元有志がこれを継続している[8]。さらに2014年に観光列車・伊予灘ものがたりの運行が開始されてからは、おもてなしの一環として独自にタヌキの着ぐるみを身にまとったタヌキ駅長に扮し、列車の出迎え・見送りを行っている。お見送りは次第に人数が増え、住民の交流の場となっている[9]。

## 隣の駅
四国旅客鉄道（JR四国）
■予讃線（愛ある伊予灘線）
春賀駅 (S16) - 五郎駅 (S17) - （伊予若宮信号場） - 伊予大洲駅 (S18)